# Контактний зоопарк

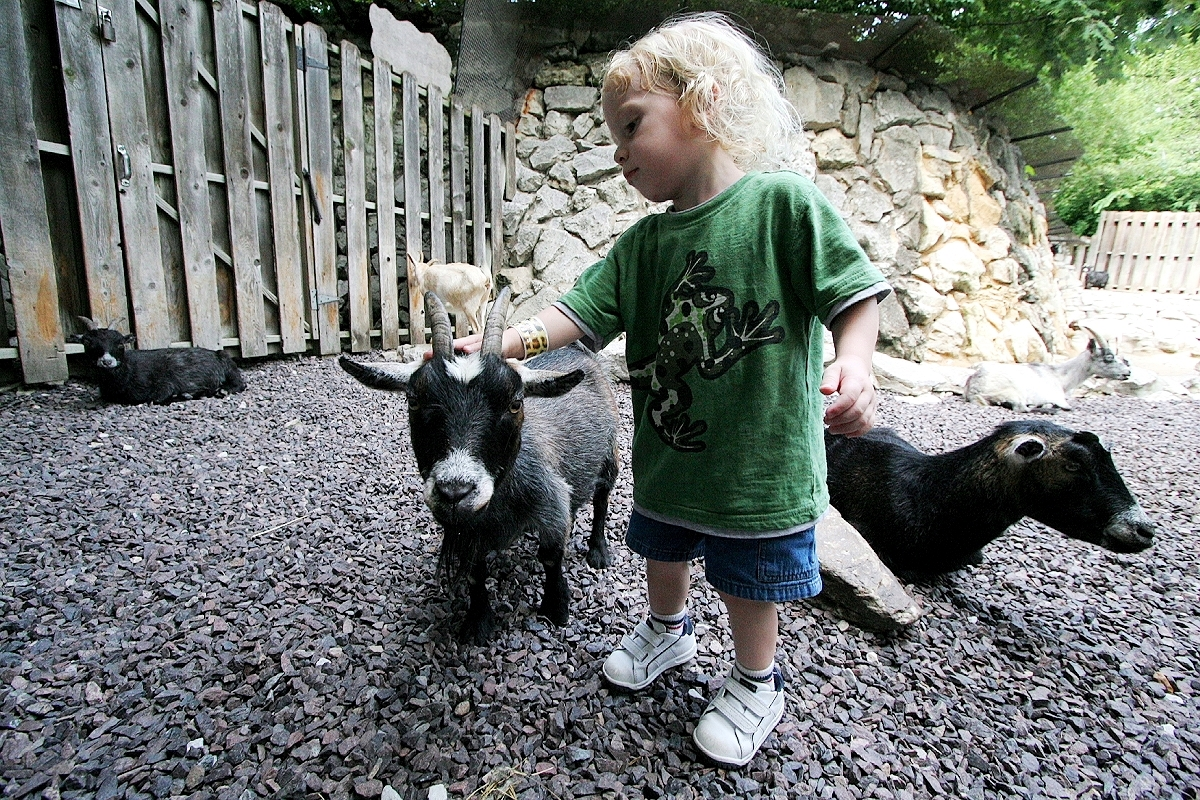
Дівчинка і кози в контактному зоопарку Сент-Луїса

Контактний зоопарк — це заклад для утримання тварин, які не становлять прямої небезпеки для людини, тому і людина має змогу контактувати з ними.
У контактному зоопарку людина може погладити та погодувати тварину. Контактні зоопарки популярні серед  дітей.
У контактному зоопарку утримуються домашні тварини: поросята, вівці, кролі, кози, кури. Також зустрічаються контактні зоопарки з козулями, єнотами, черепахами, міні-кіньми, альпаками, морськими свинками, шиншилами, їжаками, павичами, папугами, лисицями, і т. д.
Зоозахисники звертають увагу на те, що всі тварини в контактних зоопарках відчувають постійний стрес, а через дотики відвідувачів, від однієї тварини до іншої, тваринам можуть передаватися інфекції.
Крім того, зоозахисники вважають, що контактні зоопарки виховують у дітей ставлення до тварин лише як до іграшок, що у майбутньому може призвести до жорстокого поводження з тваринами.